# Маркуша Анатолій Маркович
Анатолій Маркуша (уроджений: Лурье Арнольд Маркович; 20 червня 1921 — 30 серпня 2005) — відомий дитячий письменник.

## Життєпис
Народився у м. Дніпропетровськ. 1924 року сім'я переїхала до Москви.
Перед початком війни Арнольд Маркович працював у газеті «Вечерняя Москва».
1941 року його призвали до армії, він закінчив Борисоглебську школу льотчиків-винищувачів.
З серпня 1942-го служив у 12-й повітряній армії Забайкальського фронту, у складі радянських частин в Монголії, з січня 1944-го — в 7-й повітряній армії Карельського фронту.
Закінчив війну в званні капітана. 1950 року А. М. Лур'є закінчив курси льотчиків-випробувачів Мінавіапрому. За роки армійської служби опанував 50 типів літаків.
Демобілізувався в 1954 році у званні підполковника.
Першу книгу оповідань «Ученик орла» він випустив у 1957 році. Анатолій Лур'є писав цікаво, захоплююче про те, що знав досконально — льотчиків.
Протягом життя він написав 106 книг, які вийшли загальним тиражем понад 15 000 000 примірників, частина з них перекладена вісімнадцятьма мовами світу.
Помер 30 серпня 2005 р. в Москві.